# Карл Маус
Д-р Карл Маус (на немски: Karl Mauss) (1898 – 1959) е един от най-прочутите командири на танкови дивизи от Вермахта през Втората световна война. Той е генерал-лейтенант както и командир на 7-а танкова дивизия и един от само 27-те получатели на Рицарски кръст с дъбови листа, мечове и диаманти.

## Младежки години и Първа световна война
Роден е в град Пльон, Шлезвиг-Холщайн, Германия на 17 май 1898 г. През 1914 г. той е само на шестнадесет години, когато се записва като доброволец в армията по време на Първата световна война. Благодарение на упоритостта си и с подкрепата на баща си той е приет и се присъединява към 162-ра лека пехота, разположена по време на войната в Арас, Басе, Фландрия, Сома и Изонцо. През 1915 г. едва на седемнадесет години като най-младия човек в частта си той е награден с Железен кръст II степен и е отличен като най-добрия разузнавач в региона по време на Битката при Сома. Година след това е повишен до 2-ри лейтенант и за кратко време след прехвърляне на частта му на изток в Карпатите той получава и Железен кръст I степен.
Д-р Маус остава в армията до 1922 г., когато се премества в Хамбург да учи стоматология и достига доктората си като доктор по дентална медицина. Очевидно е, че цивилният живот не му допада много, затова той отново се връща на служба в армията като Хаупман, след което е зачислен в 69-и пехотен полк през 34 г. На 1 април 1938 г. е издигнат до чин майор.

## По време на Втората световна война
В началото на войната д-р Маус е командир на 20-а моторизирана пехотна дивизия, с която участва в Полската кампания от 1 септември 1939 г. На следващата година през май той командва и 10-а танкова дивизия движеща се на запад и активно вземаща участие в Битката за Франция заедно с Хайнц Гудериан и неговия 19-и армейски корпус.
В тези първи мисии Маус успешно използва опита си от наученото през войната в периода на 1914/18 г. и неговата енергия и ентусиазъм се предават на хората му. След това във втората фаза на Френската кампания той взима участие и в боевете срещу френската 7-а армия.
От 1 април 1941 г. Маус вече е повишен в чин подполковник и е преместен да воюва в Съветската кампания, Операция Барбароса от нейното начало. Малко по-късно през ноември същата година, когато неговият батальон успешно защитава позициите си на предмостието при река Угра, въпреки тежките съветски атаки, прииждащи „като гръм от ясно небе“ и лошите метеорологични условия, той е награден с Рицарски кръст за упоритостта си.
Две години по късно той е повишен в полковник и след като води частите си с малки загуби от Битката при Курск получава дъбовите листа на Рицарския кръст през ноември същата година. През 1944 г. той поема командването на прочутата 7-а танкова дивизия и през април същата година е повишен до чин Генерал-майор. Година по-късно, на 23 октомври, преди да бъде ранен сериозно от метална част на артилерийски корпус през февруари 1945 г. в Готенхафен (при което му предстои ампутация на крака) той получава наградата Мечовете към Рицарския кръст с дъбовите листа. На 15 април 1945 г. той е произведен в звание Генерал-лейтенант с което получава като последен командир на 7-а танкова дивизия ѝ Диамантите към Рицарския кръст с дъбови листа и мечове.
След капитулирането на британски войници Маус научава, че жена му Мина майка на трите му деца е починала. Искането да отиде в Любек за погребението на жена му е отхвърлено от върховното командване. През 1949 г. той се жени повторно и само година по-късно му се ражда син.

## След войната
След края на войната д-р Карл Маус работи като зъболекар. Неговото искане за повторно постъпване в армията е отхвърлено от Бундесвера поради здравословни причини. Карл Маус умира на 60-годишна възраст от сърдечен удар след продължителна болест на 9 февруари 1959 г. в Хамбург.

## Награди
- Значка за раняване – златен
- Танкова значка – сребърна (1939 г.)
- Значка за близък бой – сребърна
- Германски кръст – златен на 11 март 1943 г. като Полковник и командир на 33-ти танково-гренадирски полк[4]
- Железен кръст – II и I степен (1939 г.)
- Рицарски кръст с дъбови листа, мечове и диаманти
  - Носител на Рицарски крст (26 ноември 1941 г.) като Подполковник и командир на 69-и пехотен полк[5]
  - Носител на дъбови листа №335 (24 ноември 1943 г.) като Полковник и командир на 33-ти танково-гренадирски полк[5]
  - Носител на мечове №101 (23 октомври 1944 г.) като Генерал-майор и командир на 7-а танкова дивизия[5]
  - Носител на диаманти №26 (15 април 1945 г.) като Генерал-лейтенант и командир на 7-а танкова дивизия[5]
- Споменат три пъти в ежедневния доклад на „Вермахтберихт“